# Harold Cooper
Harold More Cooper, auch Harold Moore Cooper geschrieben, (* 29. Dezember 1886 in Adelaide, South Australia, Australien; † 14. Mai 1970 in Glenelg, South Australia) war ein Funker, Anthropologe und Historiker.
Harold Cooper war der älteste Sohn von Robert Cooper, einem Buchhalter, und seiner Frau Mary Antill, geborene Osborne. Nach seiner Schulzeit und Reisen nach Europa arbeitete er bis 1926 als Funker in einer Telegrafenfirma. Privat betrieb er in seinem Haus im Adelaider Vorort Glenelg eine experimentelle Amateurfunkstation, knüpfte darüber weltweite Kontakte und beteiligte sich an der Erforschung der Auswirkungen von Klimafaktoren und Sonnenturbulenzen auf den Kurzwellenfunk. Er betrieb auch eine Funkverbindung zwischen dem Magnet-Observatorium von Watheroo in Western Australia und Washington, D.C. in den USA.
Ab 1934 befasste sich Cooper mit den historischen Hinterlassenschaften der Aborigines bei Hallett Cove südlich von Adelaide und arbeitete ehrenhalber im South Australian Museum.
In 36 Jahren erforschte er in mehr als 200 Exkursionen die Kultur der Aborigines der Kartan von Hallett Cove sowie auf Kangaroo Island. Über seine Forschungen veröffentlichte er 20 Artikel in Fachpublikationen. Unter anderem sammelte er 1400 Hackmesser aus Kieselsteinen und 150 Steinhämmer. Ab 1941 war er am South Australian Museum angestellt. Cooper genoss die Anerkennung von Norman Tindale, dem Kurator für Anthropologie der Aborigines, der seine große Sammlung als „handiwork of the first Australians“ (deutsch: „Handarbeit der ersten Australier“) bezeichnete. Seine archäologische Arbeit ergänzte Cooper durch Funde von Tierarten, darunter zwei Landschlangen und Insekten, wovon fünf nach ihm benannt wurden. In seiner Freizeit segelte er und tauchte in der Tiefsee nach seltenen Fische, wobei er zwei neue Arten entdeckte.
Während des Zweiten Weltkriegs verbrachte er die Hälfte der damals weltgrößten Sammlung von Aborigines-Artefakten in einen stillgelegten Eisenbahn-Tunnel in den Adelaide Hills und betreute die Rückbringung ins Museum. Ab dem April 1944 diente er bei der Naval Auxiliary und patrouillierte am Gulf Saint Vincent.
1957 endete sein Museumsdienst. Er unterstützte das Museum allerdings weiterhin mit seiner anthropologischen Arbeit, bis er im Mai 1969 schwer erkrankte. Ein Jahr später starb er im 83. Lebensjahr.

## Werk
Neben seinen Publikationen zu den Aborigines der Kartan veröffentlichte er in den 1950er Jahren folgende Werke:
- Australian Aboriginal Words and their Meanings (1949)
- Naval History of South Australia (1950)
- French Exploration in South Australia (1952)
- The Unknown Coast (1953)
- The Unknown Coast, ein Supplement (1955)